# 近交系
近交系 (Inbred strain) とは、主に兄妹・姉弟同士の近親交配を20世代以上継続して得られた、遺伝子的なバックグラウンドを揃えた動植物の系統のことである。近交系は、特に実験動物において個体差を少なくするために用いられる。近親交配を20世代以上繰り返しているために、近交系の個体は0.01%のヘテロ接合の遺伝子しか持たない。そのために、遺伝的にはほぼ同一の個体であるとみなすことができる。

## ラットとマウスにおける近交系
マウスの近交系は1909年にジャクソン研究所のC.C Littleによって作成されたDBA系統である。また、ラットはウィスター研究所のH.D. Kingによって作成されたKing Albino系統が初の近交系である。
現在主に用いられる近交系は、ラットではFischer、マウスでは、DBA/2、C57BL/6、BALB/cなどがある。

## 特殊な近交系

### セグリゲイティング近交系
セグリゲイティング近交系とは、特定の遺伝子座のみをヘテロに保ちながら近親交配を継続した系統である。あるミュータントを維持する場合などに用いる。

### コアイソジェニック近交系
突然変異によって一つの遺伝子座のみが異なっている系統である。系統を表す際には突然変異を起こした系統に変異を起こした遺伝子を付して記する（例：C3H/HeJNem-rufはC3H/HeJNemにおいてrough furが変異したマウスの系統である)。

### リコンビナント近交系
二つの近交系から交配を行い、その子の近親交配を行い再び近交系としたもの。
元となった系統を表す略語を大文字Xでつなぐことで表記する(例:CXBはC57BL/6JとBALB/cの交雑に由来するリコンビナント近交系である)